# Panzerfaust
El Panzerfaust ("puño blindado" en alemán) era un lanzagranadas antitanque de origen alemán, utilizado por la Wehrmacht durante la Segunda Guerra Mundial. 
A diferencia del bazuca estadounidense, o del también alemán Panzerschreck, fue concebida para ser desechada una vez disparada. Si bien su tubo lanzador podía reutilizarse en fábrica, esto no se solía hacer. Solamente al final de la guerra, con el potencial industrial reducido, se empezaron a guardar los tubos lanzadores para ser recargados.

## Características

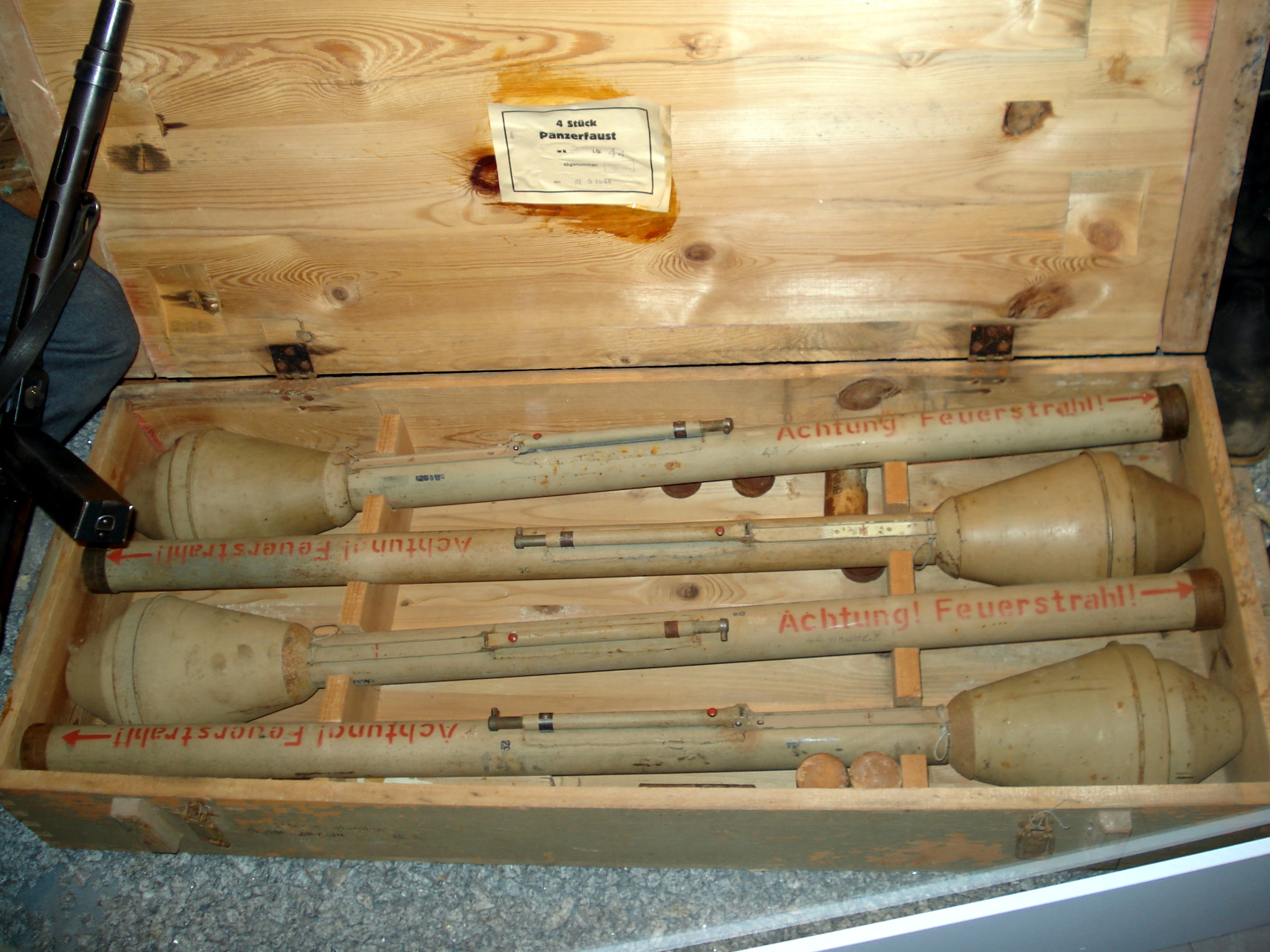
Cuatro Panzerfaust en su caja original expuestos en el Museo Militar de Helsinki.

Las armas de la serie Panzerfaust, denominadas originalmente Faustpatrone (cartucho de puño), eran en la práctica granadas de carga hueca; contrariamente a otros sistemas posteriores, no estaba propulsada por cohete sino que era un cañón sin retroceso en miniatura (el tubo) que lanzaba la bomba. La puntería se hacía observando por una mira que, puesta en posición, quitaba a la vez el seguro del arma. El mecanismo de disparo era de percusión. La llamarada de la carga de lanzamiento desintegraba el plástico de la tapa que cerraba el fondo del tubo, y la salida del proyectil sucedía así sin retroceso. Apenas la espiga del proyectil surgía del tubo de lanzamiento, se ponían en posición al extremo de esa espiga cuatro aletas flexibles de acero destinadas a estabilizar su trayectoria.
La innovación tecnológica de esta arma es el uso de una "carga hueca" que permite perforar blindajes muy superiores a los que se conseguiría con la misma carga explosiva convencional. La carga hueca consiste en disponer el explosivo en forma cóncava (forma de tazón vacío), por lo que al explotar la carga explosiva, cada una de las partículas de explosivo se expande en todas las direcciones, pero por la citada forma cóncava, se genera un punto de muy alta presión por delante de la cavidad.

## Variantes

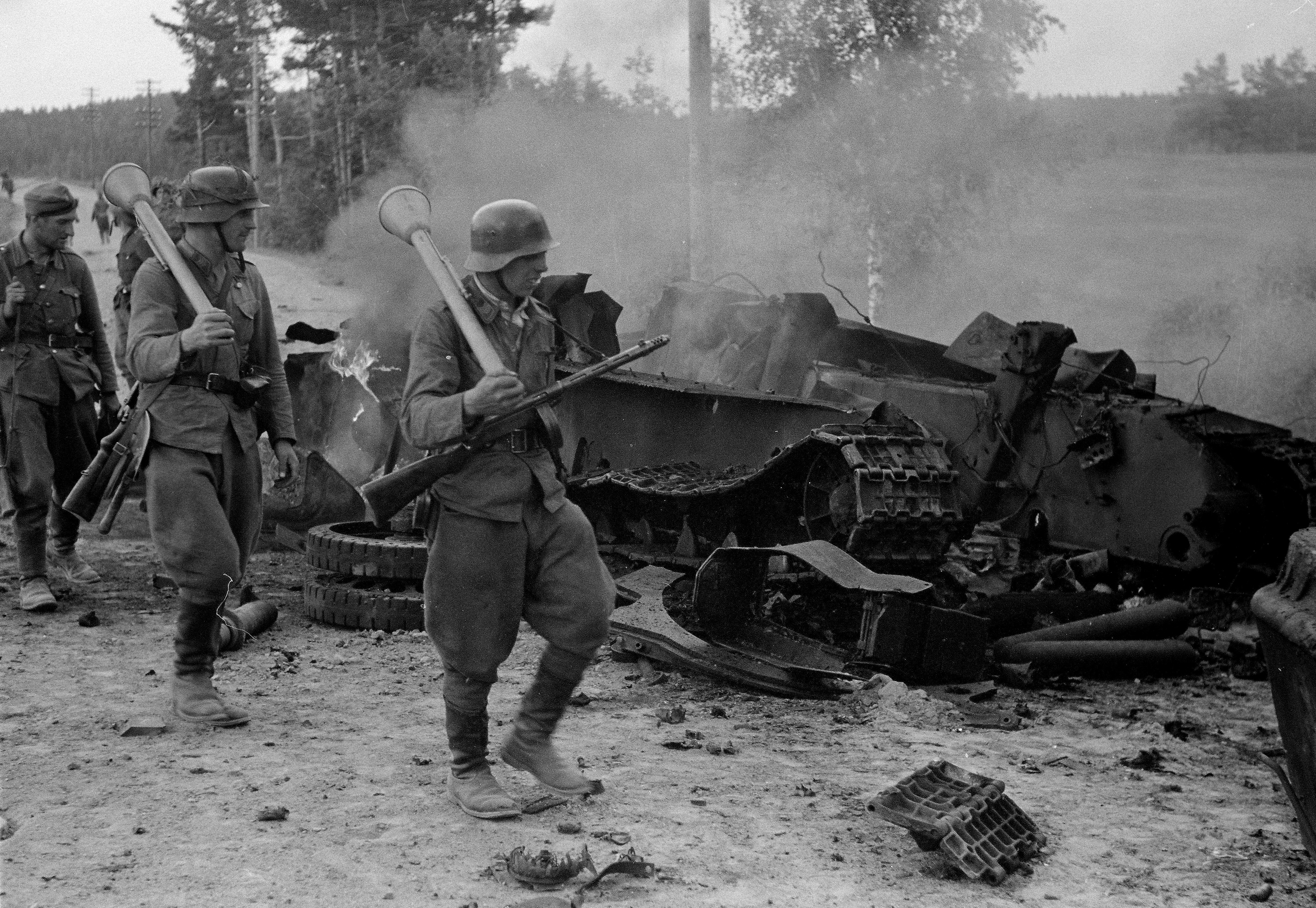
Soldados finlandeses portando Panzerfausts en su hombro en Tali-Ihantala. Detrás de ellos un tanque soviético T-34 destruido.

- Panzerfaust 30 klein (pequeño) o Faustpatrone: Esta fue la versión original, entregada por primera vez en agosto de 1943 con un peso total de 3,2 kg y una longitud total de 98,5 cm. El "30" era un indicativo de su alcance máximo nominal de 30 m. Tenía un tubo de 3,3 cm de diámetro que contenía como propulsor 54 gramos de pólvora negra que lanzaban una ojiva de 10 cm que contenía 400 g de explosivo. El proyectil era disparado a unos 30 m/s y podía penetrar 140 mm de blindaje.
- Panzerfaust 30: Una versión mejorada que también apareció en agosto de 1943, esta versión tenía una cabeza de guerra de mayor tamaño que aumentaba la capacidad de penetración de blindaje a 200 mm, pero tenía el mismo alcance (30 m).
- Panzerfaust 60: Esta fue la versión más común, su producción comenzó en septiembre de 1944. Tenía un alcance más práctico, 60 m, sin embargo con una velocidad de salida de solo 45 m/s el proyectil tardaba 1,3 segundos en alcanzar un objetivo a esa distancia. Para lograr la mayor velocidad, el diámetro del tubo fue incrementado hasta los 5 cm y usaba 134 g como propulsor. También tenía mejoras en el alza, o mira trasera, y el mecanismo de disparo. Esta versión pesaba 6,1 kg y podía penetrar 200 mm de blindaje.
- Panzerfaust 100: Esta fue la última versión producida en grandes cantidades, desde noviembre de 1944. Tenía un alcance máximo nominal de 100 m. Los 190 g de explosivo propulsor lanzaban la ojiva a 60 m/s desde un tubo de 6 cm de diámetro. El alza estaba graduada para alcances de 30, 60, 80 y 150 m, y contaba con pintura fosforescente en la misma para obtener mayor precisión en los disparos nocturnos. Esta versión pesaba 6 kg y podía penetrar 220 mm de blindaje.
- Panzerfaust 150: Esta fue una versión muy rediseñada. Se empezó a distribuir entre las tropas ya en los últimos días de la guerra. El tubo fue reforzado para ser reutilizable durante un máximo de diez disparos. Una nueva ojiva más puntiaguda incrementó su capacidad de penetración de blindaje y mediante un propulsor de ignición en dos etapas aumentó su velocidad de salida hasta los 85 m/s. Su producción comenzó en marzo de 1945, dos meses antes del final de la guerra.
- Panzerfaust 250: Programada para entrar en producción en septiembre de 1945. Similar al 150 pero con un tubo de mayor longitud y una empuñadura con el disparador, similar al posterior RPG-2 soviético. La guerra terminó antes de que su desarrollo hubiese sido completado.

## Historia

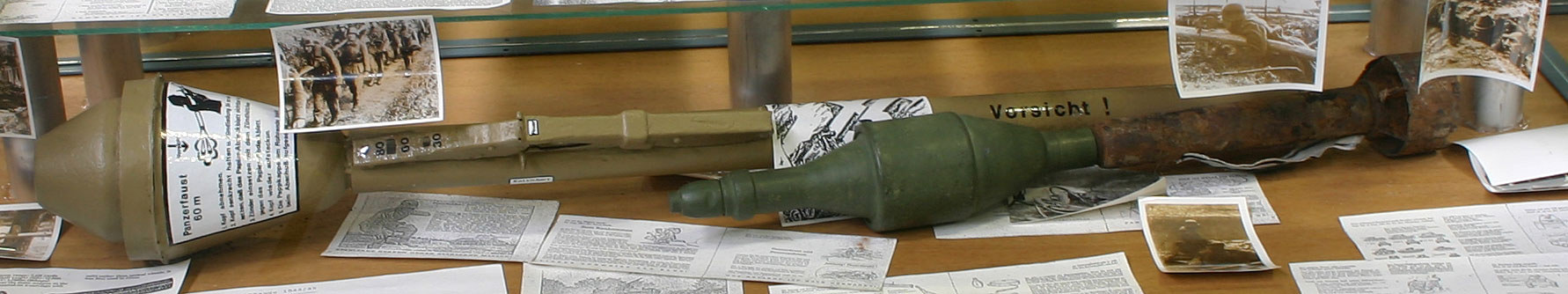
Panzerfaust junto a un cohete de Panzerschreck.

Durante la batalla de Berlín, las tropas del Volkssturm y la Wehrmacht equipadas con Panzerfaust destruyeron cerca de 2000 tanques soviéticos, por lo tanto eran muy temidos por los conductores de tanque rusos.[cita requerida]
Una evolución mejorada de este concepto es el RPG-7 soviético, al que se le supone que a un tirador medio le permite tener un 50 % de probabilidades para destruir un tanque a 300 m de distancia. El RPG-7 desciende de una línea de lanzadores soviéticos derivados del Panzerfaust.
El moderno M72 LAW estadounidense también tiene muchas similitudes ya que como el Panzerfaust se trata de un arma portátil de un solo uso que lanza un cohete antitanque.

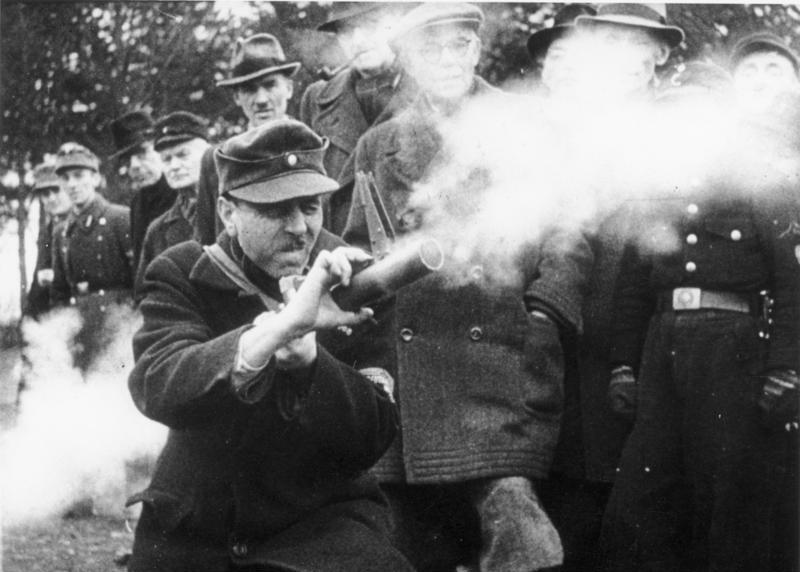
Un combatiente del Volkssturm dispara un Panzerfaust durante una práctica en marzo de 1945, en Berlín durante los preparativos antes de la llegada del Ejército rojo.

### Armas relacionadas
- Pansarskott
- MARA 200
- Panzerfaust 3
- Bazooka
- Panzerschreck
- PIAT
- RPG-2
- M72 LAW